# Shōnai
Shōnai  (Dominio japonés denominado así durante la Era Edo).
Shōnai (庄内藩 Shōnai-han?), también conocido como Tsuruoka-han, fue un dominio japonés durante la era Edo, localizado en la provincia de Dewa. Aunque su nombre oficial era Tsuruoka (鶴岡藩 Tsuruoka-han), era comúnmente conocida como Shōnai.